# زبان ترکی باستان
زبان ترکی باستان یا ترکی باستان شرقی یا ترکی اورخون یا اویغور باستان اولین طرح موجود در زبان‌های ترکی‌تبار در میان گوک‌ترک‌ها و خانات اویغور که از قرن یازدهم تا قرن سیزدهم به مدت کمتر از دویست سال رایج بوده، که البته با الفبای اسکاندیناوی و خط رونی بکار میرفته است. زبان ترکی باستان از شاخه زبان‌های جنوب‌شرقی زبان‌های ترکی‌تبار که در ردیف زبان‌های اویغوری و جغتایی قرار می‌گیرد. زبان ترکی جزء زبان‌های آلتایی است و ارتباط ژنتیکی یا نتیجه تعاملات این زبان‌ها بحث زیادی دارد. به نظر می‌رسد، ترکی غربی‌ترین زبان خانواده آلتایی باشد.

اجداد ترک‌زبان‌ها بی شک قسمتی از اتحادیه هون‌های آسیایی بودند که در مرزهای چین در قرن سوم قبل از میلاد مشکل ایجاد کرده بودند.

## نوشتار و زبان
نخستین اسناد به دست آمده از آسیای مرکزی به زبان‌های هند و اروپایی و چینی نوشته شده. اولین خاقان ترک، در قرن ششم میلادی و در مغولستان امروزی به زبان ایرانی سغدی می‌نوشتند. قدیمی‌ترین سند قابل خواندن ترکی، مربوط به دومین خاقان ترک، نوشته اورخون است که کمی قبل از ۷۲۰ میلادی نوشته شده‌است. ویلهلم تامسون در سال ۱۸۹۳ الفبای  رونی این نوشته را رمز گشایی کرد.
سه دسته نوشته وجود دارد:
1. دویست نوشته ترکی به خط اورخون ترکی باستان که احتمالاً مربوط به قرن هفتم تا دهم است و اکثر این‌ها در مغولستان پیدا شده. این‌ها در قلمروی دومین خاندان ترک‌ها بودند. قسمتی هم در بالای رود ینی سی در قلمروی قرقیزها پیدا شده. مقداری کمی به خط رونی قابل خواندن در کوه‌های آلتای پیدا شده که در قلمروی قرقیزها بوده.
2. نوشته‌های اویغوری باستان که در چین امروزی است. این‌ها مربوط به قرن نهم میلادی است و به خط اویغوری مانوی، رونی، برهمایی، سغدی، آرامی و تبتی نوشته شده‌است.

۳- نوشته‌های ترکی قرن یازدهم دوره قره خانی به خط عربی. مانند دیوان لغت ترکی- عربی محمد کاشغری.